# Batalha de Rocroi
A Batalha de Rocroi em 19 de maio de 1643, foi um dos principais combates da Guerra dos Trinta Anos entre um exército francês, liderado pelo duque de Enghien (mais tarde conhecido como o Grande Condé) de 21 anos e forças espanholas sob o comando do general Francisco de Melo apenas cinco dias após a ascensão de Luís XIV ao trono da França após a morte de seu pai. Rocroi quebrou o mito da invencibilidade dos terços espanhóis, as terríveis unidades de infantaria que dominaram os campos de batalha europeus nos 120 anos anteriores. A batalha é, portanto, muitas vezes considerada como o fim da grandeza militar espanhola e o início da hegemonia francesa na Europa durante o século XVII. Depois de Rocroi, os espanhóis transformaram progressivamente o sistema de terços incorporando mais da doutrina de infantaria de linha usada pelos franceses ao longo do tempo.

## Contexto
Desde 1618, a Guerra dos Trinta Anos ocorria na Alemanha, com os católicos austríacos e espanhóis lutando contra os estados protestantes. Em 1635, temendo uma paz muito favorável à Casa de Habsburgo após uma série de derrotas protestantes, a França decidiu intervir diretamente e declarou guerra aos Habsburgos e à Espanha, apesar de a França ser uma potência católica que havia suprimido suas próprias rebeliões protestantes. Uma invasão inicial dos Países Baixos espanhóis terminou em fracasso, e os franceses recuaram para suas fronteiras.
Dezembro de 1642 trouxe a morte do cardeal Richelieu, o ministro-chefe de Luís XIII de França, seguido pela própria morte do rei em 14 de maio de 1643, quando seu filho de quatro anos, Luís XIV, herdou o trono. Apesar de receber aberturas de paz em meio à precária situação interna, o novo ministro-chefe francês, Mazarin, não quis acabar com a guerra e exerceu pressão militar francesa sobre Franche-Comté, Catalunha e Holanda espanhola.
A Batalha de Honnecourt, em maio de 1642, abriu o caminho para Paris, e o renomado Exército Espanhol de Flandres avançou através das Ardenas para o norte da França com 27 000 homens na esperança de aliviar a pressão sobre a Catalunha e em Franche-Comté. 

## Prelúdio
No caminho, as tropas espanholas, sob o comando de Francisco de Melo, sitiaram a cidade fortificada de Rocroi. O Duque d'Enghien, comandante de um exército francês em Amiens, foi nomeado para deter a incursão espanhola. Ele tinha 21 anos, mas já havia se mostrado um comandante corajoso e astuto, e tinha o apoio de subordinados dignos, como o marechal Jean de Gassion. As forças francesas na área somavam 23 000. Enghien avançou para encontrar o exército numericamente superior de Melo ao longo do rio Mosa. Em 17 de maio, ele soube que o rei havia morrido, mas manteve a notícia em segredo de seu exército.
A notícia chegou a Enghien de que 6 000 reforços espanhóis estavam a caminho de Rocroi, e ele correu para lá em 18 de maio. Ele decidiu por um ataque antes que as forças de Melo pudessem ser reforçadas contra o conselho de seus comandantes subordinados mais velhos. Ele ordenou que seu exército avançasse através da única abordagem disponível, uma mancha entre bosques e pântanos que os espanhóis não conseguiram bloquear. Naquela tarde, os franceses se posicionaram em um cume com vista para Rocroi.
Ao saber do avanço francês, de Melo decidiu engajar as forças que se aproximavam, em vez de investir no cerco, pois considerava seu exército mais forte. Assim, o exército espanhol se formou entre os franceses e Rocroi, e ambos os lados se prepararam para a batalha no dia seguinte. Os espanhóis esperavam uma vitória decisiva, que obrigaria os franceses a negociar a paz.
O exército francês foi organizado em duas linhas de infantaria no centro, esquadrões de cavalaria em cada ala e uma linha fina de artilharia na frente. O exército espanhol estava igualmente posicionado, mas com a infantaria central em suas tradicionais praças "tercio", com cerca de 8 000 espanhóis altamente treinados na frente e infantaria mercenária atrás deles. Os dois exércitos trocaram tiros na tarde de 18 de maio, mas a batalha completa não ocorreu até o dia seguinte.

## Batalha
A batalha começou no início da manhã de 19 de maio em terras agrícolas abertas em frente a Rocroi com um ataque da cavalaria francesa à esquerda espanhola. Os cavaleiros franceses à direita sob Jean de Gassion empurraram a cavalaria espanhola para trás, e Enghien seguiu carregando rapidamente o flanco esquerdo espanhol exposto. Os cavaleiros espanhóis foram derrotados, e Enghien se moveu contra os soldados de elite da infantaria espanhola, que haviam enfrentado seus homólogos franceses e estavam vencendo-os. Ao mesmo tempo, a cavalaria francesa à esquerda, contra as ordens de Enghien, atacou a direita espanhola e foi repelida. Os espanhóis montaram um contra-ataque, inicialmente muito bem sucedido, mas seu avanço acabou sendo interrompido pelos reservas franceses. A essa altura, a esquerda e o centro franceses estavam em apuros.
A batalha ainda era inconclusiva, com ambos os exércitos sucedendo à direita, mas ensanguentados à esquerda.

### Iluminação de Enghien
Enghien, ciente de que sua esquerda e centro estavam se dobrando sob pressão, decidiu não recuá-los, mas explorar seu ímpeto no flanco direito. Ele ordenou um cerco de cavalaria, que foi conseguido através de um ataque arrebatador e ficou atrás das linhas espanholas. Ele então bateu nas costas da infantaria espanhola no centro e bateu na retaguarda da cavalaria espanhola do flanco direito que havia engajado seus reservas. O movimento foi um sucesso completo, e quando a cavalaria espanhola se dispersou, deixou a infantaria isolada, levando a tripulação de artilharia espanhola a fugir do campo de batalha. Considerada a melhor da Europa por mais de um século, a infantaria espanhola, agora envolta por todos os lados, manteve suas formações e repeliu dois ataques da cavalaria francesa. Enghien concentrou sua artilharia ao lado das armas espanholas capturadas, e martelou implacavelmente as praças espanholas. Os alemães e valões desertaram, sobrecarregados e quebrados, mas o veterano espanhol Tercios permaneceu em campo com seu comandante.

### Batalha de conclusão
Apesar do fogo de artilharia pesada e da morte de seu comandante de Fontaines, os espanhóis absorveram ataques adicionais da cavalaria francesa sem quebrar a formação. Impressionado com sua galhardia em combate, Enghien ofereceu termos de rendição semelhantes aos obtidos por uma guarnição sitiada em uma fortaleza, e os espanhóis aceitaram. Quando Enghien avançou pessoalmente para tomar sua rendição, no entanto, alguns dos espanhóis aparentemente acreditaram que este era o início de uma carga de cavalaria francesa e abriram fogo contra ele. Irritados com essa aparente traição, os franceses atacaram novamente, desta vez sem quartel e com resultado devastador. O exército espanhol foi praticamente destruído. Algumas fontes espanholas afirmam que apenas três dos cinco batalhões de infantaria espanhóis foram destruídos pelos franceses, enquanto os dois restantes foram autorizados a deixar o campo com bandeiras e armas implantadas.
As perdas francesas foram de cerca de 4 000. O comandante espanhol Melo relatou suas perdas em 6.000 baixas e 4.000 capturados em seu relatório a Madri dois dias após a batalha. As estimativas para os mortos do exército espanhol variam de 4.000 a 8.000. Dos 7.000 soldados de infantaria espanhola, apenas 390 oficiais e 1 386 homens alistados conseguiram escapar de volta para os Países Baixos espanhóis. Guthrie lista 3 400 mortos e 2 000 capturados apenas para os cinco batalhões de infantaria espanhóis, enquanto 1.600 escaparam. A maioria das baixas foram sofridas pela infantaria espanhola, enquanto a cavalaria e os artilheiros foram capazes de se retirar, embora com a perda de todos os canhões.

## Consequências e significado
Os franceses levantaram o cerco de Rocroi, mas não foram fortes o suficiente para mover a luta para a Flandres espanhola. Os espanhóis se reagruparam rapidamente e estabilizaram suas posições. O ano de 1643 terminou em um impasse, o que foi suficiente para um sucesso para a França.
No entanto, a batalha foi de grande importância simbólica por causa da alta reputação do Exército de Flandres. Melo em seu relatório ao rei chamou de "a derrota mais considerável que já houve nessas províncias".
A prova de força foi importante para a França. Em casa, foi visto como um bom presságio para o reinado do novo rei, e garantiu o poder de Ana da Áustria como rainha regente para Luís XIV, de quatro anos, e do recém-nomeado primeiro-ministro Mazarin. Tanto Richelieu quanto Luís XIII haviam desconfiado de Ana (irmã de Filipe IV de Espanha), mas como regente, ela confirmou Mazarin, protegido e herdeiro político de Richelieu, e a política de guerra francesa manteve sua direção.
A batalha estabeleceu a reputação de Enghien, de 21 anos, cujas inúmeras vitórias lhe renderiam o nome de "o Grande Condé".

No exterior, mostrou que a França continuava forte, apesar de seu rei de quatro anos. As décadas seguintes veriam a hegemonia na Europa passar lentamente da Espanha dos Habsburgos para a França Bourbon, à medida que a monarquia absoluta na França dominava o poder imperial espanhol. Mazarin tinha manobrado para ter espaço para lidar com a Fronde e virar a maré lentamente contra os espanhóis na França e nos Países Baixos. Voltando-se para a aliança com a Inglaterra, ele derrotou os espanhóis na Batalha das Dunas e tomou Dunquerque em 1658, levando ao Tratado dos Pirenéus em 1659. Embora a Espanha parecesse ser todo-poderosa até 1652, o acordo de paz refletiu o fim do domínio espanhol da Europa no final da década de 1650.